# Aneta Kocmanová Havlíčková
Aneta Havlíčková panieńskie Havlíčková (ur. 3 lipca 1987 w Mladej Boleslavi) – czeska siatkarka, reprezentantka kraju, grająca na pozycji atakującej. 
W 2017 roku zmieniła stan cywilny.
W lutym 2024 roku postanowiła zakończyć siatkarską karierę i przyjąć ofertę Czeskiego Związku Piłki Siatkowej. Będzie odpowiedzialna za zapobieganie negatywnym zjawiskom w sporcie oraz opracowywanie rozwiązań na rzecz bezpiecznego środowiska i ochrony dzieci.

## Sukcesy klubowe
Puchar Czech:
- 2004, 2005, 2007

Liga czeska:
- 2005
- 2004, 2007, 2021, 2023[4]
- 2006

Liga holanderska:
- 2009

Puchar Włoch:
- 2012

Puchar CEV:
- 2012, 2014

Liga włoska:
- 2012

Liga turecka:
- 2014

Liga azerska:
- 2015
- 2016

## Sukcesy reprezentacyjne
Liga Europejska:
- 2012

## Nagrody indywidualne, wyróżnienia
- 2012: MVP Pucharu CEV
- 2012: MVP Ligi Europejskiej[5]
- 2012: Najlepsza siatkarka roku w Czechach
- 2013: Najlepsza punktująca w finale Mistrzostwo Azerbejdżanu
- 2015: Najlepsza punktująca w finale Mistrzostwo Azerbejdżanu
- 2016: Najlepsza punktująca w finale Mistrzostwo Azerbejdżanu